# 端川集中營
端川集中營別稱“77號教化所”，是朝鲜人民民主主义共和国境內的再教育營之一，位於咸鏡南道端川市，至今關押有六千餘囚犯。多數囚犯於金礦勞動，而諸如礦井坍塌一類的事故頻發，造成經常性的人員傷亡。